# The Lion and the Witch
The Lion and the Witch (em português: O Leão e a Bruxa) é um EP ao vivo lançado pela banda americana de rock alternativo Weezer a 24 de Setembro de 2002, pela editora Geffen Records. O álbum foi lançado exactamente seis anos depois de Pinkerton, tendo sido gravado no Japão durante a promoção de Maladroit. Este EP foi distribuído numa edição limitada lançada em lojas de música independentes, tendo sido produzidas apenas 25000 cópias.
Tal como Maladroit, a publicitação deste EP causou divergências na editora discográfica dos Weezer, a Geffen Records. A banda queria um EP de oito faixas num pacote único que não envolvesse caixas de cristal. A Geffen disse à banda que a ideia para a criação da embalagem era muito cara e o número de músicas no EP necessitava de ser reduzido de oito faixas para seis de forma a não incomodar os outros clientes que não fossem ter o disco. A capa e embalagem mantiveram-se mas a duração do disco foi reduzida para seis faixas incluindo uma "faixa escondida". Esta faixa escondida tem um instrumental intitulado "Polynesia" que abre o disco.

## Gravação
Durante a gravação do EP, a banda cometeu dois erros nos espectáculos ao vivo. Rivers Cuomo começa acidentalmente a cantar o terceiro verso de "El Scorcho" durante o segundo verso e Scott Shriner, que estava na banda há menos de um ano pela altura do espectáculo, esquece-se da letra numa transição de "Holiday", fazendo com que os outros membros da banda bloqueiem. Depois do desempenho da música, Cuomo exclama "O Scott acabou de ganhar um Grammy!". Para além desse erro, a última faixa tem menos trinta segundos do que aquilo que a banda gostaria e tornou-se num corte notório no disco final. Nenhuma parte da faixa falta, mas existiam mais comentários após a faixa que a banda queria no disco. A versão completa desta faixa foi lançada pouco depois no website da banda em formato MP3.

## Ilustração
| Críticas profissionais | Críticas profissionais |
| Avaliações da crítica  | Avaliações da crítica  |
| Fonte                  | Avaliação              |
| ---------------------- | ---------------------- |
| Allmusic               | [ 4 ]                  |
| Punknews.org           | [ 5 ]                  |

A ilustração da capa foi desenhada pela dupla estabelecida em Los Angeles kozyndan. As notas de autor do álbum têm algumas cartas de fãs japoneses dos Weezer escritas num inglês incorrecto. As notas também apresentam Rupert Peasley nos créditos de produção, que é conhecido pelos fãs por ser o homem na capa de Maladroit, e E.O. Smith, que é um pseudónimo de Rivers Cuomo, que frequentou a E.O. Smith High Scholl. Apesar de apenas terem sido produzidas apenas 25000 cópias individuais do disco, a soma aparente dos número de discos que os fãs possuem ultrapassa os 25000. Tal como foi notado no website da banda, a numeração foi interrompida por dificuldades na impressão nas mangas de cartolina que constituíam o álbum.

## Lista de Faixas
| N.º            | Título                                                    | Compositor(es)              | Duração |  |
| 1.             | "Polynesia / Dope Nose" ("Polynesia como Faixa Escondida) | Scott Shriner, Rivers Cuomo | 5:20    |  |
| 2.             | "Island in the Sun"                                       | Rivers Cuomo                | 3:55    |  |
| 3.             | "Falling for You"                                         | Rivers Cuomo                | 4:23    |  |
| 4.             | "Death and Destruction"                                   | Rivers Cuomo                | 4:19    |  |
| 5.             | "El Scorcho"                                              | Rivers Cuomo                | 4:16    |  |
| 6.             | "Holiday"                                                 | Rivers Cuomo                | 4:10    |  |
| Duração total: | Duração total:                                            | Duração total:              | 26:24   |  |

Nota: Todas as faixas foram gravadas em concertos no Japão. "Polynesia" foi gravada a 19 de Maio de 2002 em Fukuoka. "Dope Nose" foi gravada a 25 de Maio de 2002 em Nagoya. "Falling for You" foi gravada a 26 de Maio de 2002 em Tóquio. "Death and Destruction" foi gravada a 20 de Maio de 2002 em Hiroshima. "El Scorcho" foi gravada a 27 de Maio de 2002 em Tóquio. "Holiday" foi gravada a 16 de Maio de 2002 em Sendai.

## Pessoal
- Rivers Cuomo — vocalista, guitarra principal
- Patrick Wilson — bateria
- Brian Bell — guitarra, vocalista de apoio
- Scott Shriner — baixo, vocalista de apoio